# Metanephrops sibogae
Metanephrops sibogae is een kreeftensoort uit de familie van de Nephropidae. De wetenschappelijke naam van de soort is voor het eerst geldig gepubliceerd in 1916 door De Man.